# Liparetrus simulator
Liparetrus simulator är en skalbaggsart som beskrevs av Lea 1926. Liparetrus simulator ingår i släktet Liparetrus och familjen Melolonthidae. Inga underarter finns listade i Catalogue of Life.